# Sportreporter
Sportreporter war eine Sportsendung im Fernsehen der DDR.
Sie lief ab Oktober 1969. Der Sendeplatz war im 2. Programm des Senders der Montag um 20.00 Uhr. Im Januar 1973 wurde die Sendung in das 1. Programm verlegt und immer am Montag gegen 18.15 Uhr ausgestrahlt. Die Sendung lief bis Dezember 1977.